# Okres Janów Lubelski
Okres Janów Lubelski (polsky Powiat janowski) je okres v polském Lublinském vojvodství. Rozlohu má 875,34 km² a v roce 2020 zde žilo 45 142 obyvatel. Sídlem správy okresu je město Janów Lubelski.

## Gminy
Městsko-vesnické:
- Janów Lubelski
- Modliborzyce

Vesnické:
- Batorz
- Chrzanów
- Dzwola
- Godziszów
- Potok Wielki

## Města
- Janów Lubelski
- Modliborzyce

## Sousední okresy
| Růžice kompasu | Kraśnik              | Lublin |          | Růžice kompasu |
| Růžice kompasu |                      | Sever  | Biłgoraj | Růžice kompasu |
| Růžice kompasu | Okres Janów Lubelski |        | Biłgoraj | Růžice kompasu |
| Růžice kompasu | Jih                  |        | Biłgoraj | Růžice kompasu |
| Růžice kompasu | Stalowa Wola         | Nisko  |          | Růžice kompasu |